# Фукуяма (город)
Фукуяма (яп. 福山市 Фукуяма-си) — центральный город в Японии, находящийся в префектуре Хиросима. Площадь города составляет 518,14 км², население — 461 417 человек (1 июля 2014), плотность населения — 890,53 чел./км².

## Географическое положение

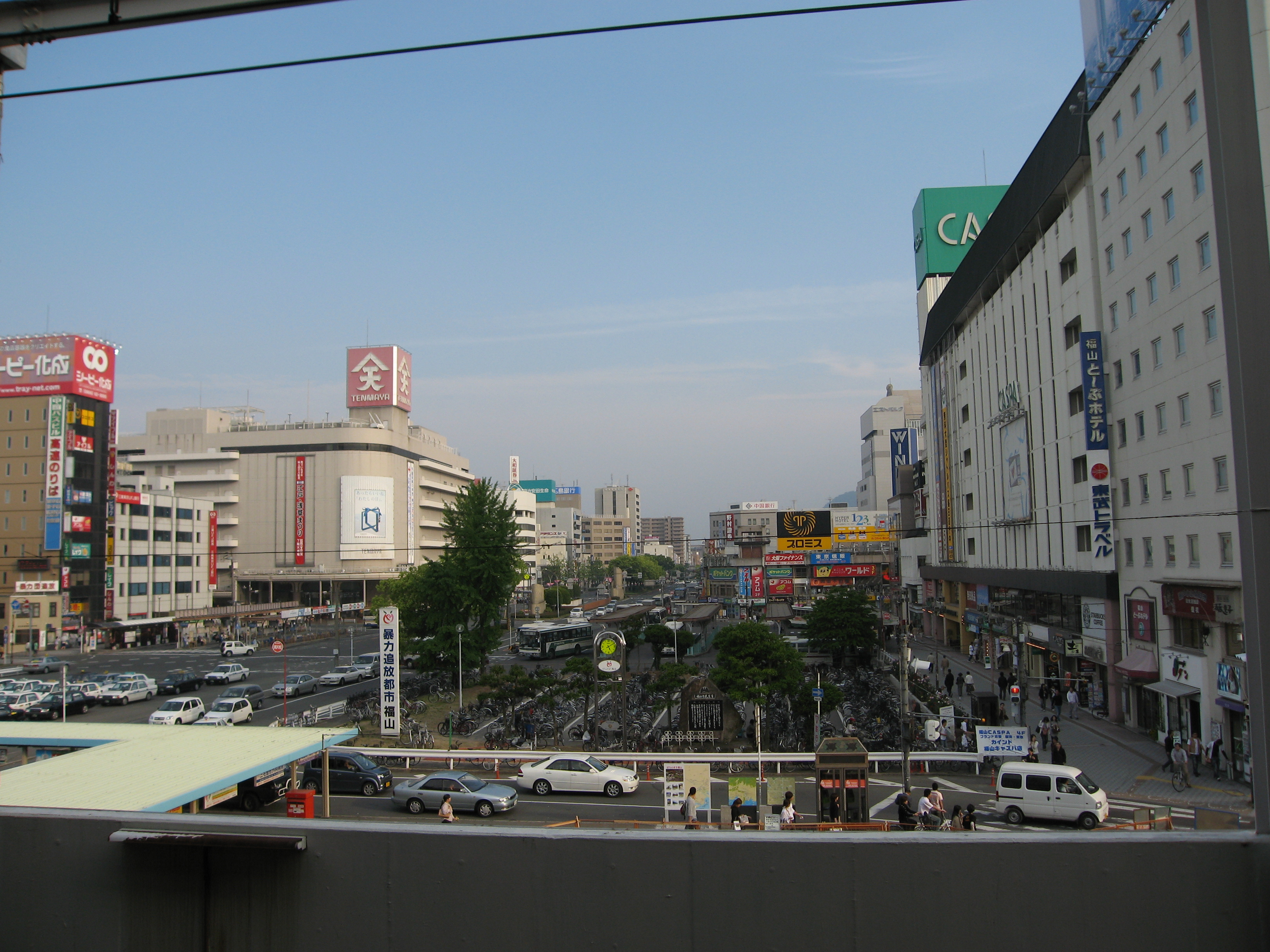
Фукуяма

Город расположен на острове Хонсю в префектуре Хиросима региона Тюгоку. С ним граничат города Ономити, Футю, Касаока, Ибара, Митоё, Канъондзи и посёлки Дзинсекикоген, Камидзима.

## Население
Население города составляет 461 417 человек (1 июля 2014), а плотность — 890,53 чел./км². Изменение численности населения с 1980 по 2005 годы:
| 1980 | 425 675 чел. |  |
| 1985 | 441 502 чел. |  |
| 1990 | 445 403 чел. |  |
| 1995 | 453 791 чел. |  |
| 2000 | 456 908 чел. |  |
| 2005 | 459 087 чел. |  |

## Символика
Деревом города считается мелия ацедарах, цветком — роза.